# Thaumantis sultanus
Thaumantis sultanus är en fjärilsart som beskrevs av Hans Ferdinand Emil Julius Stichel 1906. Thaumantis sultanus ingår i släktet Thaumantis och familjen praktfjärilar. Inga underarter finns listade i Catalogue of Life.